# 가침박달
가침박달(-朴達, 학명 : Exochorda serratifolia)은 주로 한반도 중부 이북지역에 분포하는 낙엽 활엽관목으로, 한문으로 유앵(柳櫻)이라고도 한다. 산록과 계곡에서 자란다. 짧은가지는 붉은빛이 도는 갈색이고 털이 없으며, 백색의 피목(皮目)이 흩어져 있다. 높이는 1-5m 가량이며 잎은 어긋나고 타원형 또는 도란상(倒卵狀) 타원형으로 끝이 뾰족하며 윗부분에 톱니가 있다. 꽃은 양성화로 흰색이며, 4-5월에 가지 끝에 3-6개씩 피어 총상꽃차례를 이룬다. 꽃받침은 5갈래로 난형인데 꽃이 지면 떨어진다. 꽃의 지름은 4cm 정도이고, 수술은 20여 개, 암술대는 5개이다. 열매는 난형이며 골과 능선이 긴 삭과를 맺어 가을에 익는다.